# Forgácspaleis
Het paleis Forgác in het oude stadscentrum van Košice, is een 19e-eeuws gebouw in empirestijl. Het is gelegen aan de Hlavná ulica (vertaald: Hoofdstraat), aan de hoek met de Vratná.

## Geschiedenis
Dit aristocratische paleis werd gebouwd bij de aanvang van de 19e eeuw. Het timpaan is versierd met het wapen van de families Forgác en Pongrá.
In de loop van de jaren heeft het gebouw een aantal veranderingen ondergaan: in het bijzonder in 1940 toen een zaal werd ingericht ten behoeve van een bank.

## Eigenaren en gebruikers
Na de mislukte Hongaarse Revolutie van 1848 werd graaf Antal Forgác aangesteld als verantwoordelijke van het Keizerlijke Bureau voor burgerzaken in Košice. Later werd het paleis ter beschikking gesteld van de vice-gouverneur van Košice: baron Kristián Kotz.
Vanaf 1878 huisvestte dit bouwwerk het zogenaamde Herencasino dat de Hongaarse adel uit de provincie verenigde.
Nadat men in 1940 een glazen bedaking over de binnenplaats bouwde, deed het paleis dienst als zetel van een bank en in de jaren 1950 huisde hier de Vereniging voor Tsjechisch-Slowaakse-Sovjet Vriendschap.
Uiteindelijk nam de Wetenschappelijke Staatsbibliotheek in dit paleis haar intrek. Zij omvat op één na de grootste bibliotheekcollectie in Slowakije, en is tot op de dag van heden hier gevestigd.

## Landkaart
Pongrácovsko-forgáčovský palác.  Voor de locatie : klik hier. Kies vervolgens de kaart OpenStreetMap.